# Pierre Dupont (poeta)
Pierre Dupont (Lione, 23 aprile 1821 – 25 luglio 1870) è stato un poeta francese.
Fu premiato dall'Académie française per una poesia scritta in età giovanile, Les deux anges. Scrisse numerose canzoni d'ispirazione socialista, che spesso furono eseguite in pubblico da lui stesso.
Per la sua ideologia avversa al regime imperiale di Napoleone III fu condannato a sette lunghi anni di deportazione (1851-1858). Tornato libero si dedicò a temi popolari, orientati all'analisi del mondo contadino.

## Opere
- Chants et chansons (1851-1854)
- Muse juvénice (1859)
- Chants et poésies (1861)
- Légende du juif errant (1856)
- Dix églogues (1864)

## Fonti
- Pierre Dupont su Treccani.it, su treccani.it. URL consultato il 1º novembre 2011 (archiviato dall'url originale il 24 marzo 2016).